# 15543 Elizateel
15543 Elizateel eller 2000 DD96 är en asteroid i huvudbältet som upptäcktes den 29 februari 2000 av LINEAR i Socorro County, New Mexico. Den är uppkallad efter Elizabeth A. Teel.